# Močile (Vrbovsko)
Močile su naselje u Hrvatskoj u sastavu Grada Vrbovskog. Nalaze se u Primorsko-goranskoj županiji.

## Zemljopis
Zapadno-jugozapadno je Vučnik, sjeverozapadno su Draga Lukovdolska, Podvučnik, Lukovdol, Rtić i Dolenci, sjeveroistočno su Severin na Kupi, rijeka Kupa i preko nje Slovenija, sjeveroistočno su Klanac, Plešivica i Rim i Zdihovo, jugoistočno su Smišljak, Mali Jadrč, Veliki Jadrč i Osojnik.
Preko Kupe u Sloveniji nalaze se na sjeveru Dalnje Njive, a na sjeveroistoku Kot pri Damlju i Damelj.

## Stanovništvo
| broj stanovnika | 459   | 381   | 425   | 387   | 296   | 218   | 225   | 200   | 201   | 186   | 158   | 156   | 151   | 153   | 109   | 88    | 75    |
|                 | 1857. | 1869. | 1880. | 1890. | 1900. | 1910. | 1921. | 1931. | 1948. | 1953. | 1961. | 1971. | 1981. | 1991. | 2001. | 2011. | 2021. |